# بئاتریس اسپلسینی
بئاتریس اسپلسینی (اسپانیایی: Beatriz Spelzini‎؛ زادهٔ ۱۱ مهٔ ۱۹۵۲) بازیگر اهل آرژانتین است.
از فیلم‌ها یا برنامه‌های تلویزیونی که وی در آن نقش داشته است، می‌توان به کلئوپاترا، جزیره و مجردمانده‌ها اشاره کرد.
وی همچنین برندهٔ جوایزی همچون جایزه فیلم آلمان شده است.